# Jurbise
Jurbise (niederländisch: Jurbeke) ist eine belgische Gemeinde im Arrondissement Mons der Provinz Hennegau.
Die Gemeinde besteht aus den Ortsteilen Jurbise, Erbaut, Erbisœul, Herchies, Masnuy-Saint-Jean und Masnuy-Saint-Pierre.

## Weblinks

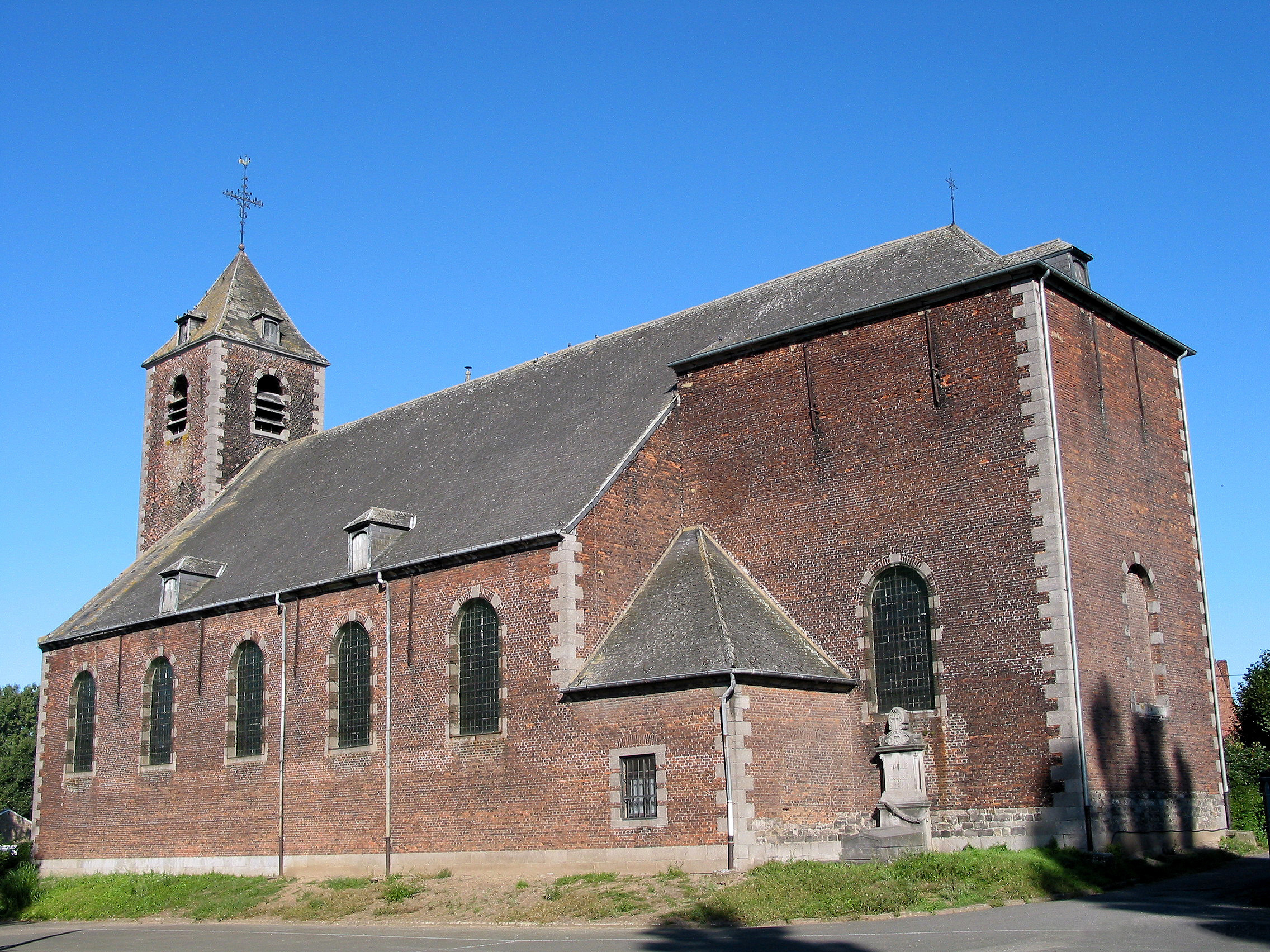
Kirche Saint-Eloi, Jurbise